# 第50回ロサンゼルス映画批評家協会賞
第50回ロサンゼルス映画批評家協会賞は、2024年の映画を対象とした映画賞。2024年12月8日に受賞者が発表された 。授賞式は2025年1月11日にロサンゼルス・ミレニアム・ホテル&リゾートで行われ、これに先立つ2024年10月23日にはジョン・カーペンターに功労賞が贈られることが発表された。

## 受賞一覧

### 作品賞
- 受賞：『ANORA アノーラ』
  - 次点：『ブルータリスト』

### 監督賞
- 受賞：モハマド・ラスロフ - 『聖なるイチジクの種』
  - 次点：ショーン・ベイカー - 『ANORA アノーラ』

### 主演俳優賞
- 受賞：マリアンヌ・ジャン＝バプティスト - 『Hard Truths』
- 受賞：マイキー・マディソン - 『ANORA アノーラ』
  - 次点：デミ・ムーア - 『サブスタンス』
  - 次点：フェルナンダ・トーレス - 『アイム・スティル・ヒア』

### 助演俳優賞
- 受賞：ユーリー・ボリソフ - 『ANORA アノーラ』
- 受賞：キーラン・カルキン - 『リアル・ペイン〜心の旅〜』
  - 次点：クラレンス・マクリン（英語版） - 『シンシン/SING SING』
  - 次点：アダム・ピアソン - 『顔を捨てた男（英語版）』

### 脚本賞
- 受賞：ジェシー・アイゼンバーグ - 『リアル・ペイン〜心の旅〜』
  - 次点：ショーン・ベイカー - 『ANORA アノーラ』

### 撮影賞
- 受賞：ジョモ・フレイ - 『Nickel Boys』
  - 次点：ロル・クローリー - 『ブルータリスト』

### 編集賞
- 受賞：ニコラス・モンスール - 『Nickel Boys』
- 受賞：ハンスヨルク・ヴァイスブリッヒ（英語版） - 『セプテンバー5』

### 音楽賞
- 受賞：トレント・レズナー、アッティカス・ロス - 『チャレンジャーズ』
  - 次点：石橋英子 - 『悪は存在しない』

### 美術賞
- 受賞：ジュディ・ベッカー（英語版） - 『ブルータリスト』
  - 次点：アダム・ストックハウゼン（英語版） - 『ブリッツ ロンドン大空襲』

### 非英語作品賞
- 受賞：『私たちが光と想うすべて』
  - 次点：『聖なるイチジクの種』

### ドキュメンタリー/ノンフィクション映画賞
- 受賞：『ノー・アザー・ランド 故郷は他にない』
  - 次点：『ダホメ（英語版）』

### アニメ映画賞
- 受賞：『Flow』
  - 次点：『リンダはチキンがたべたい!』

### 新人賞
- 受賞：ヴェラ・ドリュー（英語版） - 『The People's Joker』

### 功労賞
- ジョン・カーペンター

### ダグラス・エドワード実験/自主映画賞
- エドゥアルド・ウィリアムズ（英語版） - 『The Human Surge 3』